# Darrin P. Lunde
Darrin Peter Lunde (* 7. Juni 1969) ist ein US-amerikanischer Mammaloge, Sachbuchautor und Museumsmitarbeiter. Er befasst sich überwiegend mit Kleinsäugern.

## Leben
Lunde erwarb 1991 den Bachelor of Science an der Cornell University. 2002 graduierte er zum Master of Arts in Ökologie, Evolutionsbiologie und Systematik am City College of New York.
Lunde war Sammlungsmanager am American Museum of Natural History und er ist leitender Museumsexperte am National Museum of Natural History der Smithsonian Institution. Seine Aufgaben umfassen die Überwachung der Sammlungsmanagementaktivitäten in der Abteilung für Säugetiere, einschließlich Zugänge, Probenvorbereitung, Katalogisierung, Installation der Exponate, Kuration, Leihgaben, Informationsanfragen und Unterstützung der Besucher. 
Lunde gehört zu den Erstbeschreibern der Arten Chodsigoa caovansunga, Coccymys kirrhos, Leptomys arfakensis, Leptomys paulus, Tonkinomys daovantieni, Saxatilomys paulinae, Neacomys dubosti, Neacomys paracou, Crocidura annamitensis, Crocidura cranbrooki, Crocidura guy, Hylomys macarong, Hylomys vorax sowie der Gattungen Brassomys, Niumbaha und Hyladelphis.
Lunde veröffentlichte elf Bücher, darunter sind zehn für ein jugendliches Publikum. 2016 brachte er unter dem Titel The Naturalist: Theodore Roosevelt; A Lifetime of Exploration, and the Triumph of American Natural History sein erstes Sachbuch heraus, welches sich an Erwachsene richtet. 2008 war er Mitarbeiter am Buch A Guide to the Mammals of China von Andrew T. Smith. Daneben schrieb er Aufsätze für Fachjournale, darunter American Museum Novitates, Bulletin of the American Museum of Natural History und Mammal Study.

## Schriften
- Hello, Bumblebee Bat, Charlesbridge, Watertown, Massachusetts, 2007
- Meet the Meerkat, Charlesbridge, Watertown, Massachusetts, 2007
- Discovering a New Animal with a Scientist, Enslow Elementary, Berkeley Heights, New Jersey, 2008
- After the Kill, Charlesbridge, Watertown, Massachusetts, 2011
- Hello, Baby Beluga, Charlesbridge, Watertown, Massachusetts, 2011
- Monkey Colors, Charlesbridge, Watertown, Massachusetts, 2012
- Hello, Mama Wallaroo, Charlesbridge, Watertown, Massachusetts, 2013
- Dirty Rats?, Charlesbridge, Watertown, Massachusetts, 2015
- The Naturalist: Theodore Roosevelt; A Lifetime of Exploration, and the Triumph of American Natural History, Crown Publishers, New York City, New York, 2016
- Whose Poop Is That?, Charlesbridge, Watertown, Massachusetts, 2017
- Whose Footprint Is That?, Charlesbridge, Watertown, Massachusetts, 2019